# Herencia múltiple
Herencia múltiple hace referencia a la característica de los lenguajes de programación orientada a objetos en la que una clase puede heredar comportamientos y características de más de una superclase. Esto contrasta con la herencia simple, donde una clase solo puede heredar de una superclase.
Algunos lenguajes que soportan herencia múltiple en su mayor parte son: C++, Centura SQL Windows, CLOS, Eiffel, Object REXX, Perl y Python.
La herencia múltiple permite a una clase tomar funcionalidades de otras clases, como permitir a una clase llamada MusicoEstudiante heredar de una clase llamada Persona, una clase llamada Músico, y una clase llamada Trabajador. Esto puede ser abreviado como MusicoEstudiante : Persona, Músico, Trabajador.

## Ambigüedades
En la herencia múltiple aparecen ambigüedades, como en el ejemplo de encima: si la clase Músico heredaba de Persona y Trabajador, y la clase Trabajador heredaba de Persona. Existirían las siguientes reglas::
- MusicoEstudiante : Persona, Músico, Trabajador
- Músico : Persona, Trabajador
- Trabajador: Persona

Si un compilador está mirando la clase MusicoEstudiante necesita saber si debe juntar las características iguales o si deben estar separadas. Por ejemplo, tendría sentido unir las características "Edad" de Persona para MusicoEstudiante. La edad de una persona no cambia si le consideras una Persona, un Trabajador o un Músico. Sin embargo, tendría sentido separar la característica "Nombre" de Persona y Músico si los músicos usan un nombre artístico diferente de su nombre real. Las opciones de juntar y separar son válidas según el contexto, y solo el programador sabe qué opción es correcta para la clase que está diseñando.
Cada lenguaje de programación trata estos problemas de herencia repetida de diferente forma:
- C++ requiere que el programador establezca de qué clase padre vendrá la característica a usar. Por ejemplo con "Trabajador::Persona.Edad". C++ no soporta herencia repetida explícita porque no habría forma de indicar qué superclase usar.
- CLOS permite al programador control total del método de combinación, y si no es suficiente, el protocolo de metaobjetos ofrece al programador formas de modificar la herencia, envío de métodos, instanciación de clases, y otros mecanismos internos sin afectar a la estabilidad del sistema.
- Eiffel permite al programador explicitar si junta o separa características que son heredadas de superclases. Eiffel juntará características automáticamente si tienen el mismo nombre e implementación. El programador tiene la opción de renombrar las características para separarlas. Eiffel también permite explicitar herencia repetida como A: B, B.
- Logtalk soporta tanto interfaces como multi-herencia de implementación, permitiendo declarar alias de métodos que ofrecen renombrar y acceder a métodos que quedarían ocultados por el mecanismo de resolución de conflictos convencional.
- Perl usa la lista de clases para heredar de una lista ordenada. El compilador usa el primer método que encuentra mediante búsqueda en profundidad por la lista de superclases.

Java, Nemerle, Delphi, C# y Objective-C no permiten herencia múltiple; esto hace que no haya ambigüedad. Sin embargo, permiten a las clases implementar múltiples interfaces.

## Debate
Hay debate sobre si la herencia múltiple puede ser implementada de forma simple y sin ambigüedad. Con frecuencia es criticada por su aumentada complejidad y su ambigüedad, así como los problemas de versiones y mantenimiento que puede causar (a menudo resumido como el problema del diamante).
Los detractores también señalan que hay problemas de implementación de la herencia múltiple como no ser capaces de explicitar herencia de múltiple clases y el orden de las semánticas de clase que cambian con la herencia. Hay lenguajes que solucionan todos los problemas técnicos de la herencia múltiple, pero el debate principal sigue sobre si implementar y usar herencia múltiple es más fácil que usar herencia simple y patrones de diseño de software.